# جوزيه ماريا جونيور
جوزيه ماريا جونيور (بالبرتغالية: José Maria Júnior‏) هو لاعب كرة قدم برتغالي في مركز الوسط، ولد في 7 يونيو 1943 في البرتغال، وتوفي في 2011. شارك مع منتخب البرتغال لكرة القدم. أما مع النوادي، فقد لعب مع فيتوريا سيتوبال.

## وصلات خارجية
- خوسيه ماريا جونيور على موقع قاعدة بيانات كرة القدم.إي يو (الإنجليزية)
- خوسيه ماريا جونيور على موقع عالم كرة القدم.نت (الإنجليزية)